# Piscicola zebra
Piscicola zebra är en ringmaskart som beskrevs av Moore 1898. Piscicola zebra ingår i släktet Piscicola och familjen fiskiglar. Inga underarter finns listade i Catalogue of Life.